# Nationale Konvergenz „Kwa Na Kwa“
Die Nationale Konvergenz „Kwa Na Kwa“ (auf Sango: Kwa Na Kwa, französisch Convergence Nationale, Abkürzung KNK) ist eine politische Partei in der Zentralafrikanischen Republik, welche die Positionen des ehemaligen Präsidenten François Bozizé unterstützt.
Die Bewegung wurde von Bozizé im Jahre 2003 gegründet, im Volk schlicht bekannt als Kwa Na Kwa oder KNK (Sango für „Arbeit, nur Arbeit“) war ursprünglich als parteiübergreifende Koalition zur Unterstützung der Übergangsregierung gegründet worden. Die Parteifarbe ist Orange.

## Ideologie
Die KNK ist eine sozialdemokratische Partei und versteht sich als Arbeitspartei.